# Let's Go to Prison
Let's Go to Prison is een Amerikaanse komedie die in de Amerikaanse bioscopen op 17 november 2006 uitkwam, met in de hoofdrollen Dax Shepard, Will Arnett en Chi McBride. De film werd geproduceerd door Bob Odenkirk.
De film is gebaseerd op het boek You Are Going to Prison van Jim Hogshire.